# John Diamond

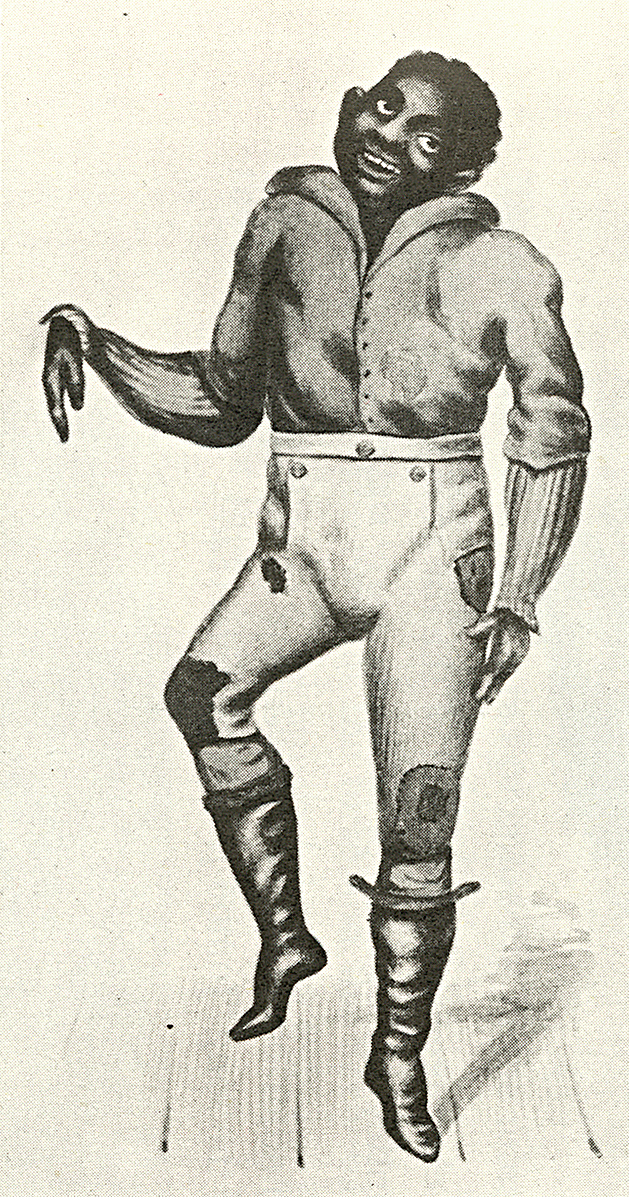
John Diamond bailando, de Records of the New York Stage, vol. 2, Parte 7, por Joseph N. Ireland.

John Diamond (1823 – 20 de octubre de 1857), alias Jack o Johnny, fue un bailarín e intérprete de blackface y minstrel. Diamond entró en el negocio del espectáculo a los diecisiete años y pronto llamó la atención del promotor circense P. T. Barnum, En menos de un año, Diamond y Barnum tuvieron un enfrentamiento, y Diamond lo dejó para actuar con otros intérpretes de blackface. El estilo de baile de Diamond fusionaba elementos ingleses, irlandeses, y baile africano. Mayormente, actuó en blackface y cantó tonadas minstrel populares o acompañó a un cantante o instrumentista. Diamond enfatizaba los movimientos de la parte inferior del cuerpo y rápidos movimientos de pies con poco movimiento por encima de la cintura.
Fue famoso por una serie de retos de baile. Regularmente anunciaba que podía derrotar a cualquiera en un concurso de danza, y cumplía su jactancia. Sin embargo, Diamond pronto atrajo la atención del bailarín con quien Barnum lo había reemplazado, un joven negro conocido como Maestro Juba. Diamond y Juba se enfrentaron en retos de baile a lo largo de los años 1840; los registros indican que Juba los ganó todos excepto uno. Consiguientemente, el historiador Robert Toll llama a Diamond el "más grande bailarín blanco de minstrel".

## Carrera
En 1840, Diamond ganó $500 en una competición de jiga en Nueva York. El promotor P. T. Barnum tomó nota y contrató al chico, llevándole de gira por los Estados Unidos y Europa. Con su característico estilo enfático, Barnum reclamó que el bailarín tenía apenas 12 años (realmente tenía 17) y lo anunció como "King Diamond" en sus anuncios. Diamond actuaba solo y en conjunto con cantantes blackface y músicos. Por un tiempo, actuó con el destacado banjista Billy Whitlock.
Diamond se ganó mala reputación entre promotores y gerentes. Una fuente reclamó que su danza era "considerablemente mejor que su temple y talante". En febrero de 1841, Diamond extorsionó dinero de P. T. Barnum y abandonó a su mentor para irse a pasar una semana de alcohol y mujeres. Barnum envió una carta a sus colegas previniéndoles en contra de la contratación del bailarín. En ella afirmó que Diamond "había sobregirado el dinero que se le debía a la cantidad de $95 y durante la última semana había gastado cien dólares en burdeles y lugares de vicio y disipación".
Libre de Barnum, Diamond actuó en pareja o grupos de tres o cuatro intérpretes de blackface. En enero de 1843, estaba en un circo con otros intérpretes de blackface; el programa prometía "Negro extravaganzas, canciones, bailes, e imitaciones de locomotoras por Whitlock, Diamond, John Daniels y Gardner." El programa no deja claro si actuaban simultáneamente o individualmente. Después de la formación de los Virginia Minstrels en 1843, Whitlock convenció a Diamond de actuar con ellos para aumentar la exposición del grupo. En 1845, Diamond estaba de gira por los Estados Unidos con el Old Dominion Circus. En 1849, estaba de gira con el Olympic Circus. Todavía actuaba regularmente en los años 1850. Diamond finalmente se unió al Ethiopian Serenaders minstrel troup.

## Retos de baile
En la década de 1840, Diamond anunció una serie de retos de baile donde desafiaba a superarle en un concurso de habilidad. Diamond publicitaba sus retos en los periódicos más populares. Tales pruebas normalmente tenían tres jueces, uno juzgaba el tiempo, otro el estilo, y el tercero la ejecución. En un reto típico se leía :
"El maestro Diamond, que delinea el carácter etiópico superior a cualquier otra persona blanca, de ahora en adelante desafía a cualquier persona en el mundo a una prueba de habilidad en Negro danza, en todas sus variedades, por una apuesta de $200.00–$1,000.00."
Diamond ganó reto tras reto de ciudad en ciudad, y su fama creció exponencialmente. Se ganó una enorme cantidad de imitadores, muchos de los cuales se apropiaron su nombre y fingieron ser él.
Después de su poco amistosa ruptura, Barnum había reemplazado a Diamond con un joven negro desconocido llamado William Henry Lane. El nuevo protegido tomó el nombre artístico de "Maestro Juba" y centró su acto en imitaciones de "todos los bailarines principales en los Estados Unidos", seguidas por su estilo propio. Diamond era siempre el último bailarín que Juba imitaba, ya que el irlandés-estadounidense era el único rival real de Juba.

La guerra entre Diamond y Juba llegó a su punto álgido cuando ambos se desafiaron en un reto de baile. Le siguieron una serie de actuaciones Juba-Diamond ampliamente publicitadas:
"Emoción entre la comunidad deportiva — Partido entre John Diamond y Juba.
Los favoritos son ahora los bailarines, y el que puede puede cortar, mezclar, y actitudizar [sic] con la facilidad más grande es considerado el mejor compañero y con mayor cantidad de dinero en los bolsillos".
"Los bailes por parejas son ahora frecuentemente anunciados, y parecen dar satisfacción general, si  se nos permite juzgar entre la multitud que atestigua presenciarlos".
"No hemos tenido una prueba de destreza real, científica, y total desde la prueba de habilidad entre Dick Pelham y John Diamond en el Chatham; pero parece  que pronto tendremos otra de estas refinadas y elevadas exposiciones".

"Algunos de la comunidad deportiva han hecho un reto entre John Diamond y un pequeño negro llamado "Juba," y se realizará en el transcurso de unas cuantas semanas. La apuesta es grande, y una exhibición incomparable será el resultado".
Los retos Diamond–Juba continuaron a lo largo de los años 1840. Los registros existentes muestran que Diamond perdió todos menos uno.

## Estilo de baile

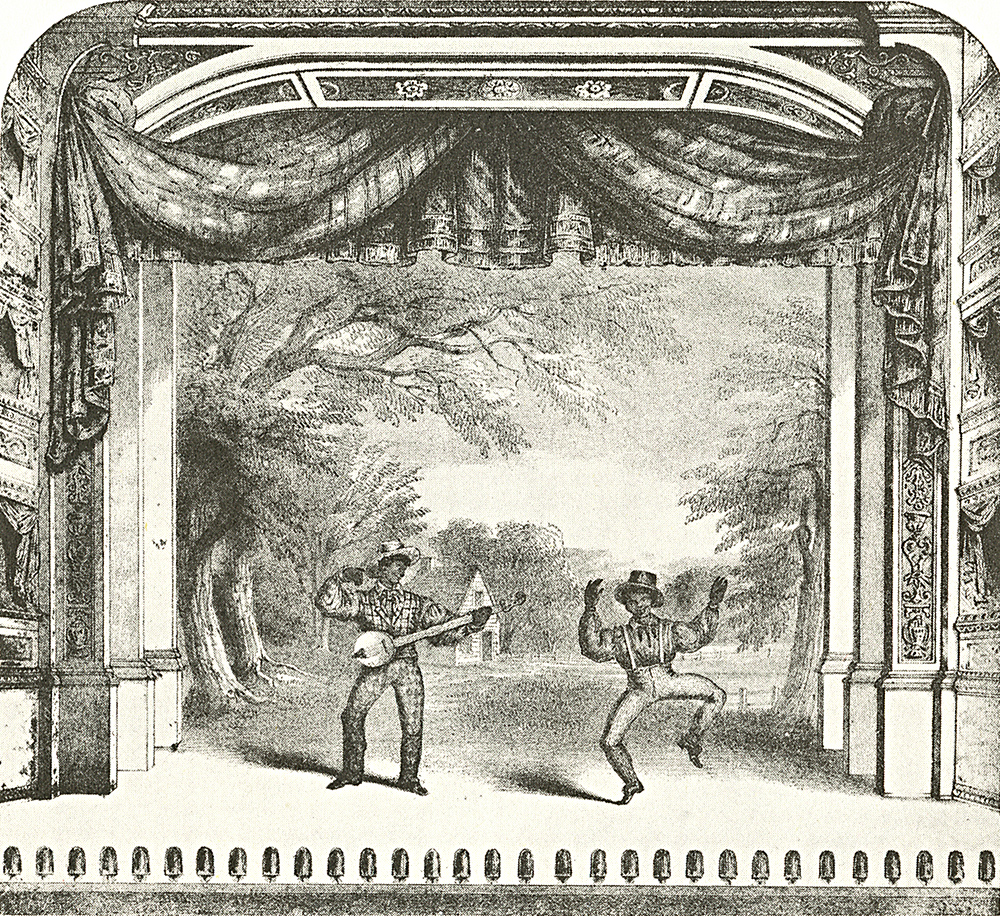
Los bailes de John Diamond implicaban pasos acrobáticos, como el mostrado en este detalle de la portada del folleto de música Whitlock's Collection of Ethiopian Melodies, de 1846. El banjista es Billy Whitlock, pero no está claro si el bailarín es John Diamond o Frank Diamond.

El repertorio de Diamond era una mezcla de pasos afroamericanos, ingleses, e irlandeses. Bailó la "cinco millas fuera del baile de ciudad", el "desglose de Long Island", el "bocadillo Negro de la campiña", el "desglose ole Virginna", y el "baile del ahumadero". Un programa de una actuación reclamaba que su "jiga de la serpiente de cascabel" tenía 120 pasos. Los pasos y maniobras que realizaba en estos bailes tenían igualmente nombres coloridos; su chirimía presentó el "doble arrastre", el "tacón y punta", el "ala de paloma", y "corriendo en los tacones". Sus desgloses enérgicos estaban entre sus bailes más famosos. Diamond actuaba en blackface, pero algunos de sus bailes eran de origen estrictamente británico o irlandés y los bailaba sin maquillaje. Ejemplos de esto eran una jiga irlandesa llamada la "chirimía del bombero" y la "chirimía naval en el papel de un marinero yanqui".
Los bailes de Diamond se caracterizaban por poco movimiento en la parte superior y pasos rápidos. Dejaba la parte superior del cuerpo relajada con objeto de atraer la atención a sus pies. Un paso característico era inclinarse hacia delante dejando las manos colgando, mirar a un lado, y deslizarse a través del escenario alternando punta y tacón. Noah M. Ludlow, gerente de un teatro, escribió que "podía torcer sus pies y piernas, mientras bailaba, en formas más fantásticas que lo que yo nunca he presenciado antes o después en cualquier ser humano." Los folletos publicitarios de Diamond lo proclaman como intérprete de "la mayor exhibición de punta y tacón nunca presenciada" y que "Ahora en tacones, se atreve con cualquier música". Con sus rápidos pasos Diamond creaba patrones de percusión sobre las tablas, anunciando que podía crear música con sus tacones.
El acto de Diamond incorporaba canto también, ya sea un compañero o por el mismo Diamond. Cuando lo acompañaba un banjista, Diamond bailaba y saltaba sobre el escenario mientras el músico tocaba. Estos actos implicaban una coreografía precisa. Su repertorio constaba de números populares de blackface, como "Jim-a-Long-Josey". También realizaba monólogos cómicos, como su "Discurso del negro en el Congreso".